# Stan Winston
Stanley Winston (Arlington, 7 april 1946 - Malibu, 15 juni 2008) was een Amerikaanse visuele-effectenspecialist en filmregisseur. Hij werkte aan onder meer de Terminator- en Jurassic Park-films, Aliens, de Predator-films en Edward Scissorhands. Gedurende zijn carrière won hij vier Oscars en werd hij tienmaal genomineerd.
Winston werkte verschillende keren samen met regisseur James Cameron en was eigenaar van meerdere effectenstudio's, waaronder Stan Winston Digital. Winston was gespecialiseerd in make-up en fysieke modellen. Vlak voor zijn overlijden voegde zijn studio computeranimatie aan zijn portefeuille toe.
Na zeven jaar geleden te hebben aan multipel myeloom overleed Winston op 62-jarige leeftijd. Zijn werk aan het vierde Terminatordeel kon hij niet afronden.